# 아융강

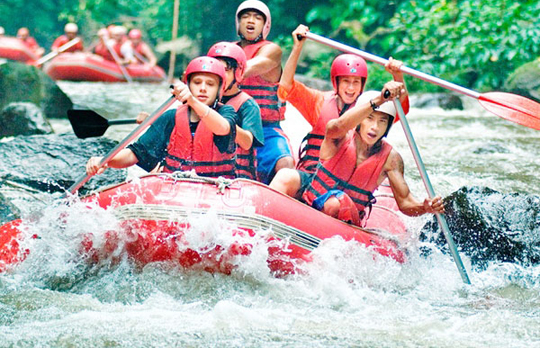
아융강의 급류 래프팅

아융강(영어: Ayung Ruver, 인도네시아어: Sungai Ayung)은 68.5 km(42.6 mi)에 이르는 인도네시아 발리섬에서 가장 긴 강으로, 발리섬의 북쪽 산맥에서 방리, 바둥, 기안야르군, 덴파사르를 지나 사누르 부근에서 바둥 해협으로 흘러간다. 급류 래프팅 체험으로 유명하다.

## 수문학
아융강의 배수 유역 면적은 109.30 km2이며, 지류는 300.84 km2(약 30,000 ha)에 이를 수 있다. 아융강은 긴타마니 근처의 발원지에서 68.5 km를 흘러 발리의 북부와 남부를 구분하는 산의 남쪽 경사면을 따라 마침내 사누르의 파당갈락 해변까지 흐른다. 상류에서 세 개의 큰 지류, 즉 펠라가에서 상류의 투카드 방쿵, 카투르에서 상류의 투카드 멍가니, 킨타마니 고원에서 상류의 투카드 시압에 물을 공급한다. 이 세 개의 지류의 합류점은 파양안에 위치한다.
상류와 중류의 논 지역은 경사가 평탄하고 토지 보전 기법이 좋아 침식률이 비교적 낮다.

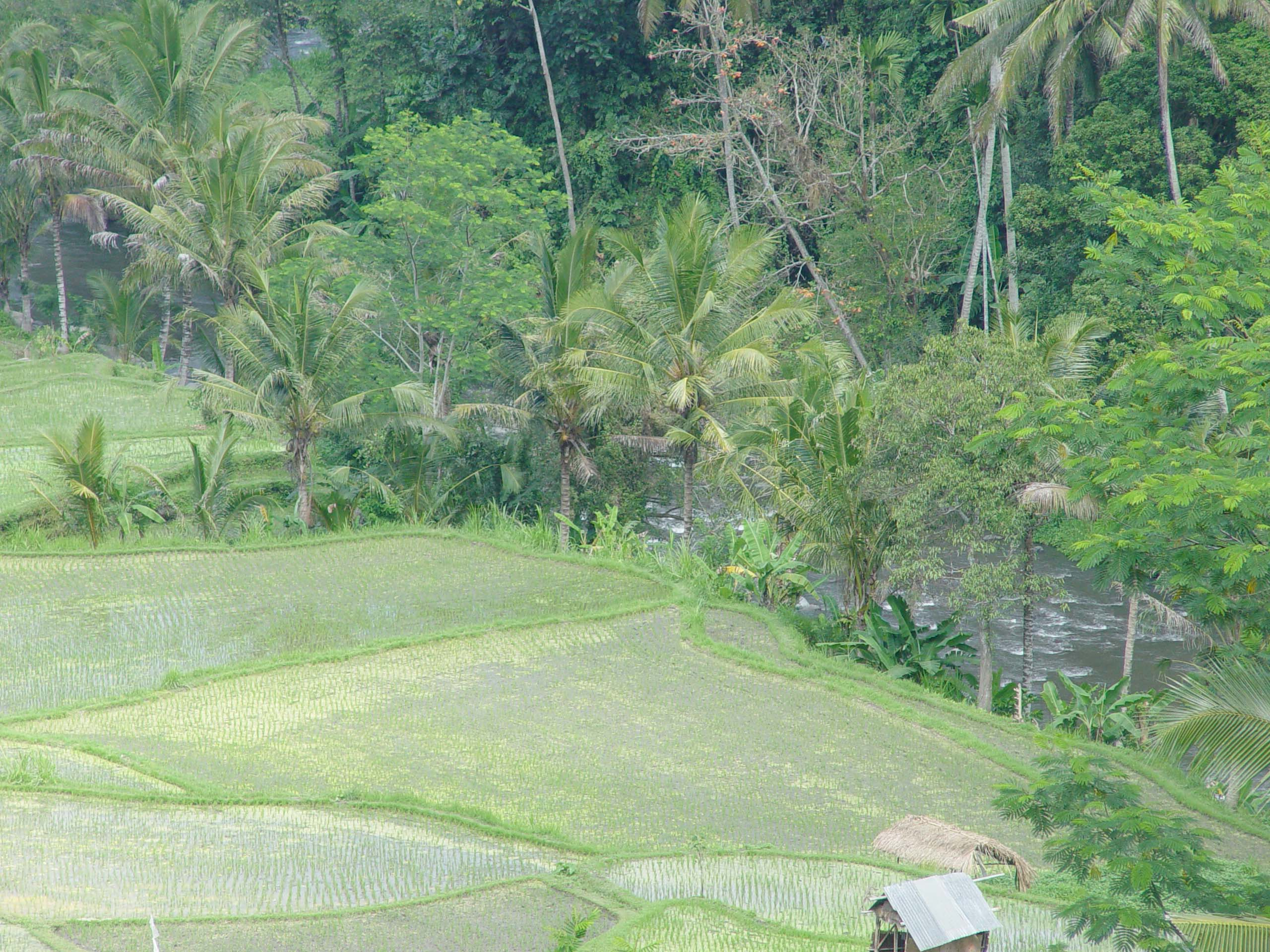
발리 카데와탄 마을의 논 인근의 아융강(2005)

## 지리학
아융강의 유역 지역은 연평균 기온이 18.4~26.6℃로, 고도에 따라 연평균 기온이 다르다. 상류의 연평균 강우량은 1963~3242 mm 정도로 높다. 평균 13.13 %의 경사로 하류로 내려가게 되면 강우량과 강의 강우일은 감소한다. 중부 지역의 평균 강우량은 약 1998~3176 mm이며, 평균 강우일은 105~128일이다. 하류의 덴파사르 인근에서는 강우량이 약 1486 mm이며, 평균 강우일은 69일이다.
배수 유역에는 산지형과 평지형의 두 가지 지형이 있다. 1973-1986년에 측정된 물 차변은 약 6.6~14.2 m 3/초이며 평균 8.69 m3/초이다. 부앙가의 퇴적량은 544.4톤/일로 가장 높고 2.8톤/일로 가장 낮은 수치를 보이고 있으며, 산정된 총계(SCS-USDA 방식)는 91,393.127톤/년이다.

## 토지 이용
아융강의 배수 유역은 주로 농업용이다.경치는 주로 상류, 특히 페탕에서 까랑사리까지 사람의 영향을 거의 받지 않고 관찰된다. 많은 도전적인 급류가 이 강을 래프팅을 하기에 좋은 장소로 만든다.

## 같이 보기
- 샘
- 물의 순환